# HD 84152
HD 84152，又名CP-56 2435，SAO 237224、HR 3864，是一颗恒星，视星等为5.8，位于銀經279.35，銀緯-3.38，其B1900.0坐标为赤經9h 37m 52.4s，赤緯-56° -3.38′ 11″。